# Evangelische Kirche (Sorkwity)
Die Evangelisch-Augsburgische Kirche in Sorkwity ist ein Bauwerk aus dem 16. und 17. Jahrhundert. Bis heute ist sie ein evangelisches Kirchengebäude, das als Pfarrkirche im einst ostpreußischen Kirchspiel Sorquitten diente und jetzt zentrale Gottesdienststätte der Pfarrei Sorkwity in der polnischen Diözese Masuren ist.

## Geographische Lage

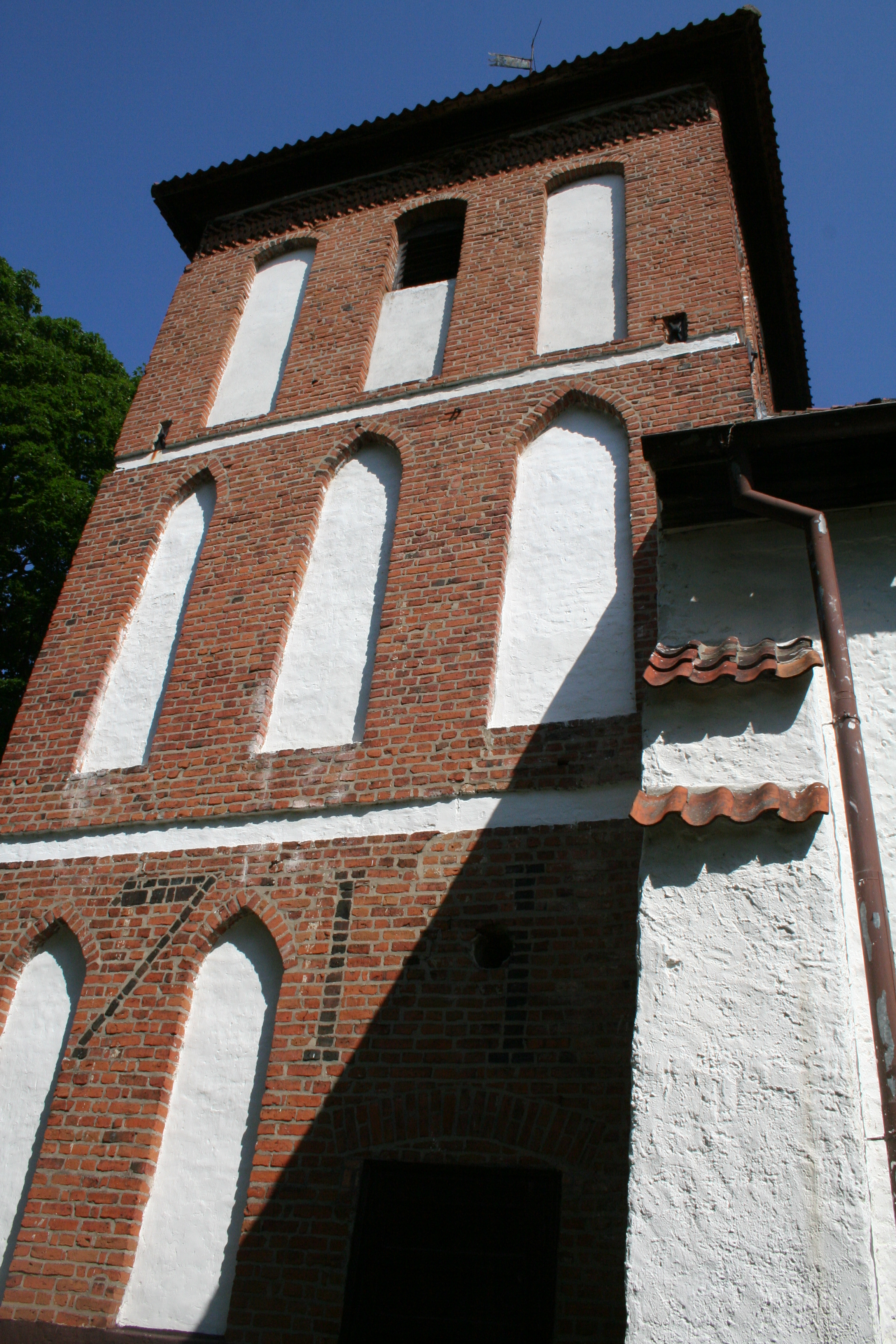
Der Turm der Kirche

Das masurische Dorf Sorkwity ist Sitz einer Landgemeinde und liegt in der südlichen Mitte der Woiwodschaft Ermland-Masuren – mitten zwischen dem Jezioro Lampackie (deutsch Sorquitter See, Lampatzki-See) und dem Jezioro Gielądzkie (deutsch Gehlandsee) in der Masurischen Seenplatte. Die Kreisstadt Mrągowo (deutsch Sensburg) liegt neun Kilometer in östlicher Richtung. Durch Sorkwity verläuft die Landesstraße 16 (einstige deutsche Reichsstraße 127), von der die ul. Plażowa in nördlicher Richtung abzweigt, an deren Westseite die Kirche sich befindet.

## Kirchengebäude
Eine Kirche wurde in Sorquitten bereits im Jahr 1470 erwähnt. Es handelte sich dabei um eine strohgedeckte Fachwerkkirche. Sie wurde 1600 abgerissen und durch eine Feldsteinkirche ersetzt: ein chorloser verputzter Bau, dessen Ostteil zwischen 1593 und 1607 und dessen Westteil 1689/99 errichtet wurde.
Der Westturm mit verblendetem Ziegelmauerwerk entstand in den Jahren 1701 bis 1721. Er trägt ein Zeltdach mit einer Wetterfahne von 1777 – zur Erinnerung an die Umbauarbeiten im Jahr 1776/77. Damals musste der marode obere Teil um 35 Fuß abgetragen werden. Er wurde dann so hergerichtet, wie er heute noch steht.
Der Kircheninnenraum erhielt 1754 im Mittelschiff ein Tonnengewölbe und an den Seiten flache Bretterdecken; außerdem wurden die halbrunden Fenster eingesetzt. Seither ist das Erscheinungsbild der Kirche unverändert geblieben.
Noch in den 1930er Jahren wurde die Kirche innen sorgfältig restauriert, zwischen 1935 und 1944 wurde sie ausgemalt, außerdem neue Dachziegel und neue Dachrinnen eingesetzt sowie die Türen und Bogenfenster erneuert. In den Jahren nach 1945 wurde das Gotteshaus mehrfach restauriert, zuletzt in den Jahren 2010 und 2012.

## Ausstattung
Die Kircheninnenausstattung trägt im Wesentlichen die Handschrift von Isaak Riga. Sie gilt „als ein Kleinod bäuerlicher Kirchenkunst“. Die von Riga umgestaltete Kanzel von 1694 ist mit Figuren in bäuerlicher Tracht verziert, ebenso der schwebende Taufengel von 1701, gestiftet von Georg Dietrich von der Groeben, wie auch das Obergeschoss und der Schleier des Altars.
Den Altar im Stil der Spätrenaissance aus Holz fügte Friedrich Pfeffer aus Königsberg (Preußen) 1715 aus einem alten, von Christoph Billich und  Martin Lange geschnitzten Altar zusammen. Im Oberteil ist die Jahreszahl 1642 vermerkt. In der Predella auf dem Altartisch ist das Letzte Abendmahl Jesu mit seinen Jüngern dargestellt, der zentrale Teil zeigt die Golgathaszene. Hier finden sich nun aber auch für Sorquitten charakteristische Merkmale: etwa Fischer und Bauern sowie das Gutshaus (vor dem Umbau 1855/56) oder die Patrone zu beiden Seiten mit Mose und seinem Bruder Aaron. Im Altaraufsatz befindet sich ein Relief mit der Grablegung Jesu, daneben die Figuren der Evangelisten Markus und Lukas. Dieser Teil wurde 1941 restauriert. Unter dem Altar befindet sich eine 1936 wiederentdeckte Gruft mit Särgen.
Zur Innenausstattung gehört auch ein Beichtstuhl aus dem Jahr 1701, angefertigt von Johann Schwarz aus Grünwalde. 1715 wurde er mit Säulenschnecken und ionischer Bekrönung verziert, oberhalb das Lamm als Symbol des Opfers. Das Patronatsgestühl entstand um 1615/17 im Stil der Spätrenaissance. Die Seitenwände und die Barockbekrönung wurden vom Bildhauer Reh geschaffen. Man erkennt in den Kartuschen die Wappen der Gutsbesitzerfamilien. Aus dem Jahr 1710 stammt ein überlebensgroßes Barockkruzifix an der Wand gegenüber dem Eingang, das der Sorquitter Pfarrer Johann Riedel – Bruder des Bildhauers Georg Riedel, von dem der Orgelprospekt stammt – angefertigt hat. Das Kruzifix wurde 1945 teilweise zerstört. Es handelt sich um ein sogenanntes Pestkreuz, das an die verheerende Pest erinnerte, die 1709 und 1710 im Kirchspiel Sorquitten wütete.
Auffallend ist ein Deckengemälde: Es zeigt Christi Himmelfahrt, wobei nur der Unterleib des auffahrenden Christus mit seinen Beinen zu sehen ist, während der Oberkörper bereits von der Decke verborgen wird.
Das Geläut der Kirche bestand aus drei Glocken, die 1874 in Bochum gegossen wurden. Eine von ihnen stiftete Freifrau Ulrike von Mirbach.
Nach 1945 wurde die Innenausstattung um Gegenstände ergänzt, die aus der dem Verfall preisgegebenen evangelischen Kirche von Kobułty (deutsch Kobulten) stammen.

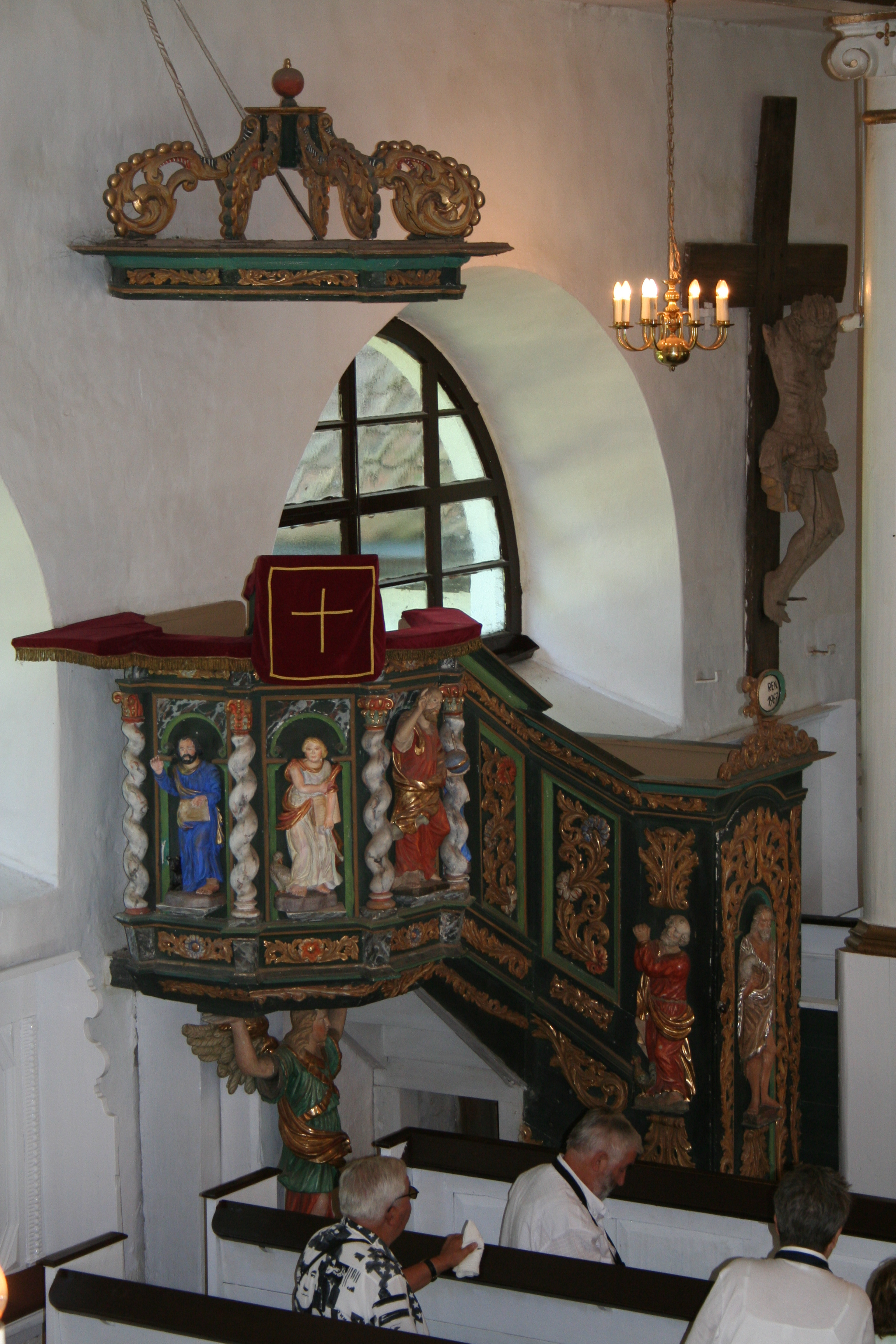
Die Kanzel von 1694
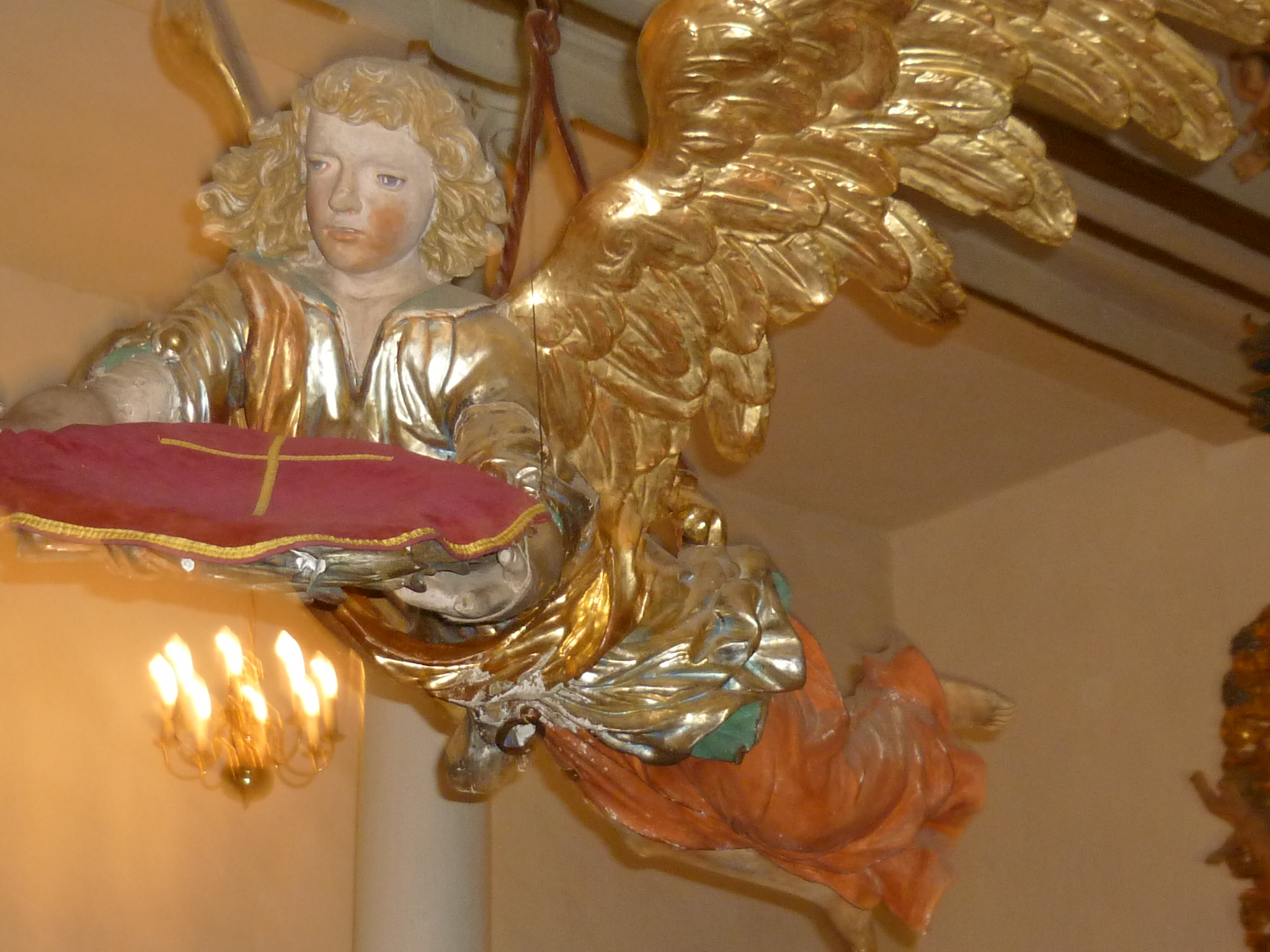
Der Taufengel von 1701
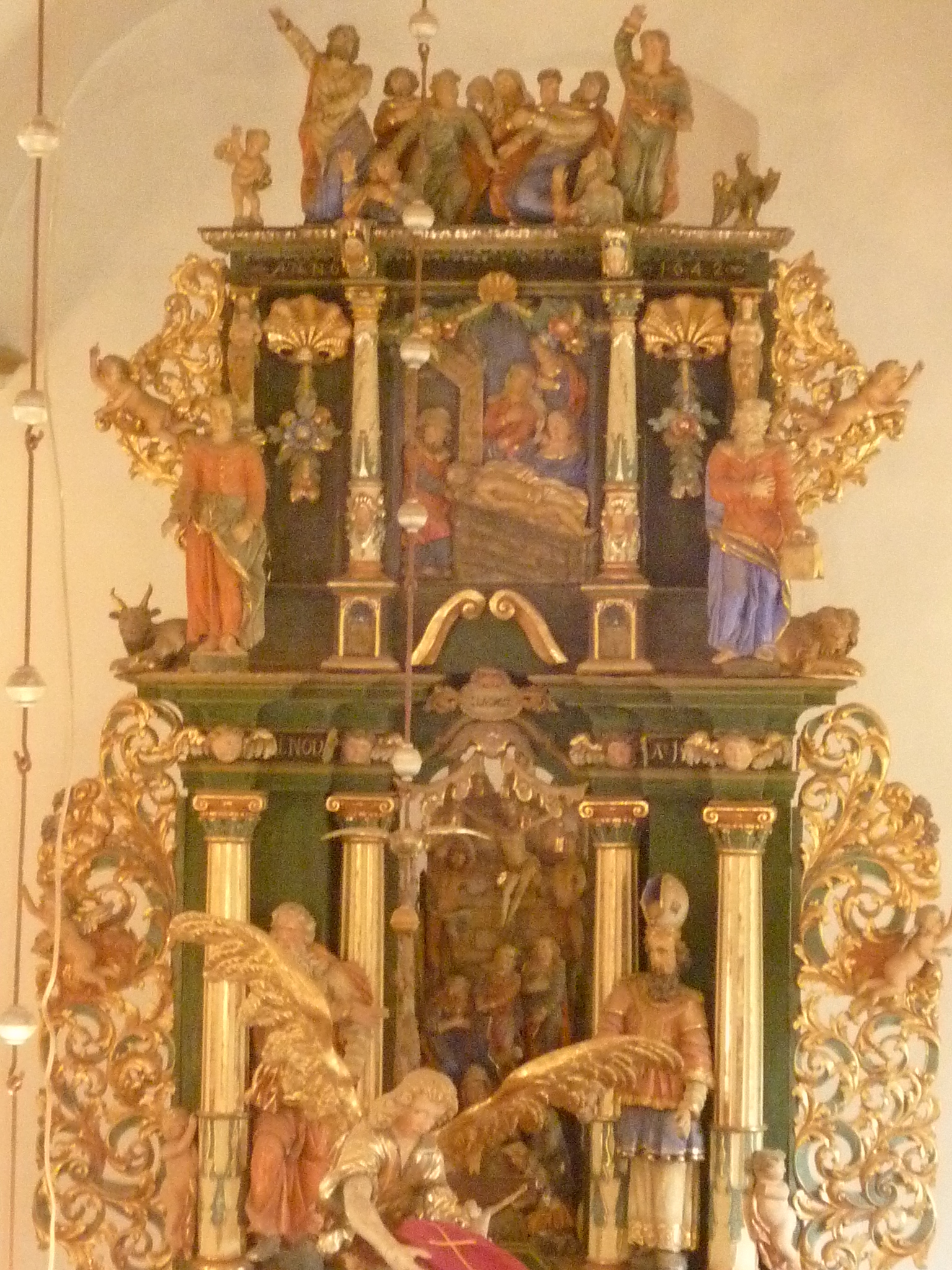
Der Altar von 1642/1715
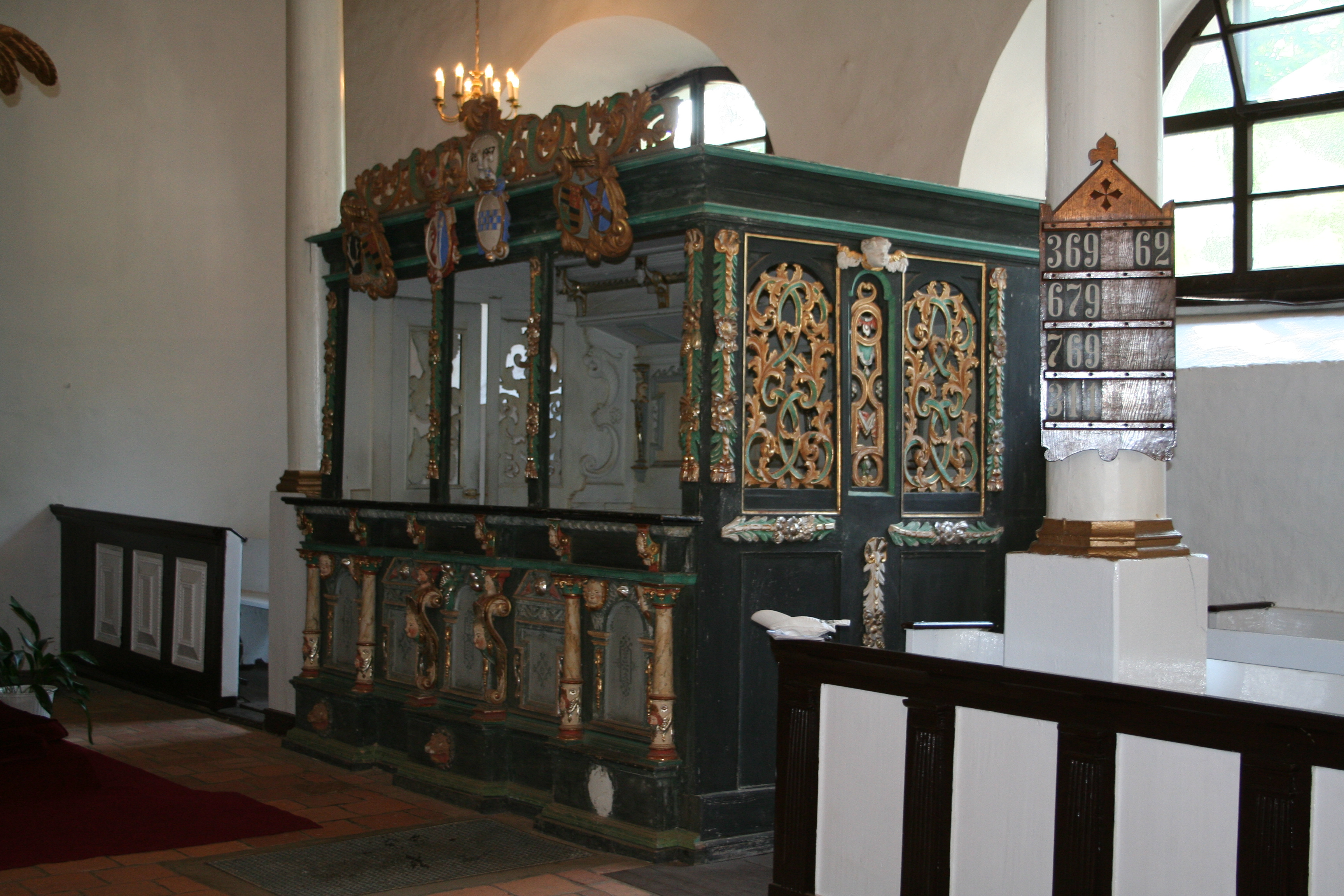
Das Patronatsgestühl, um 1615/17

## Orgel

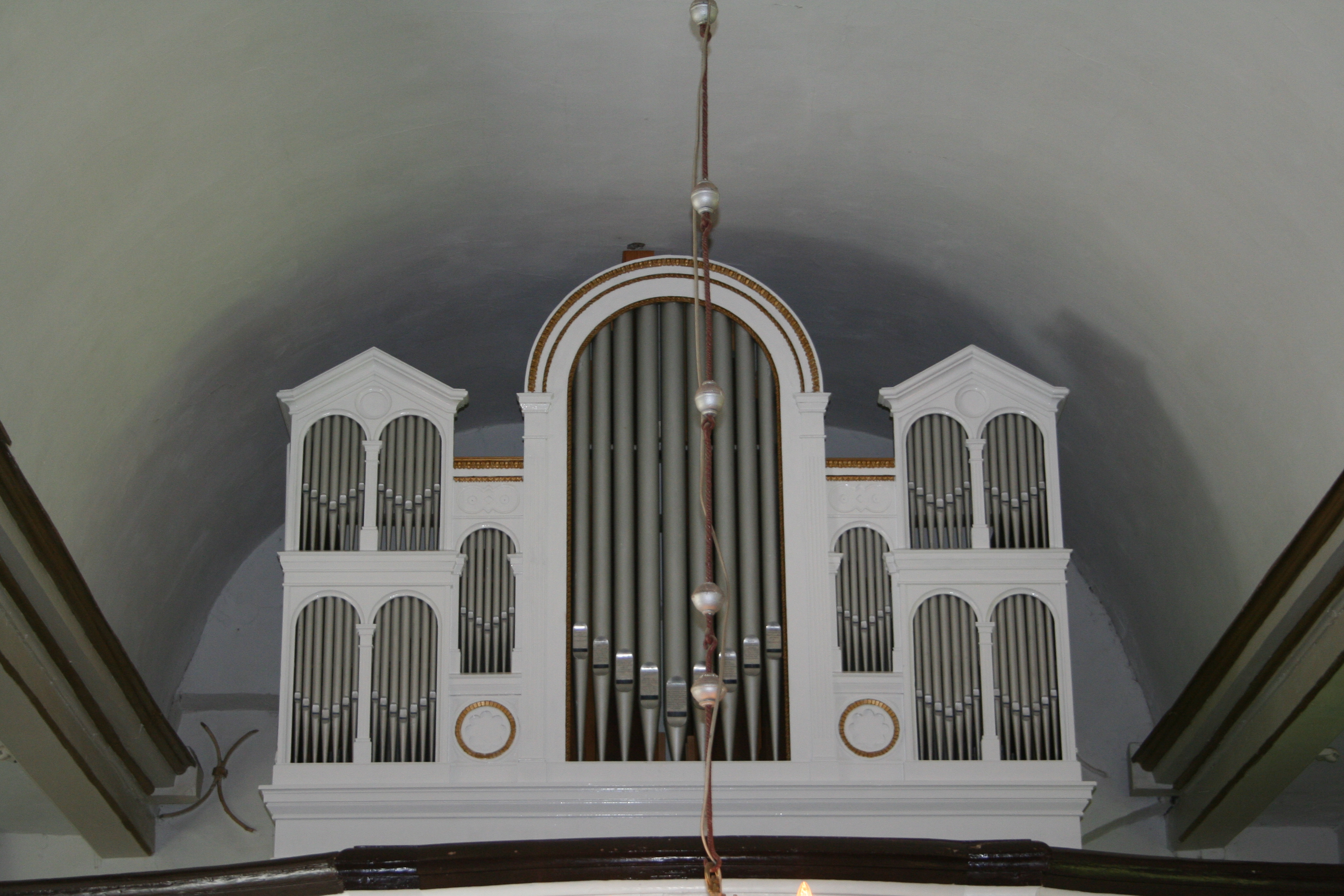
Die Orgel auf der Westempore

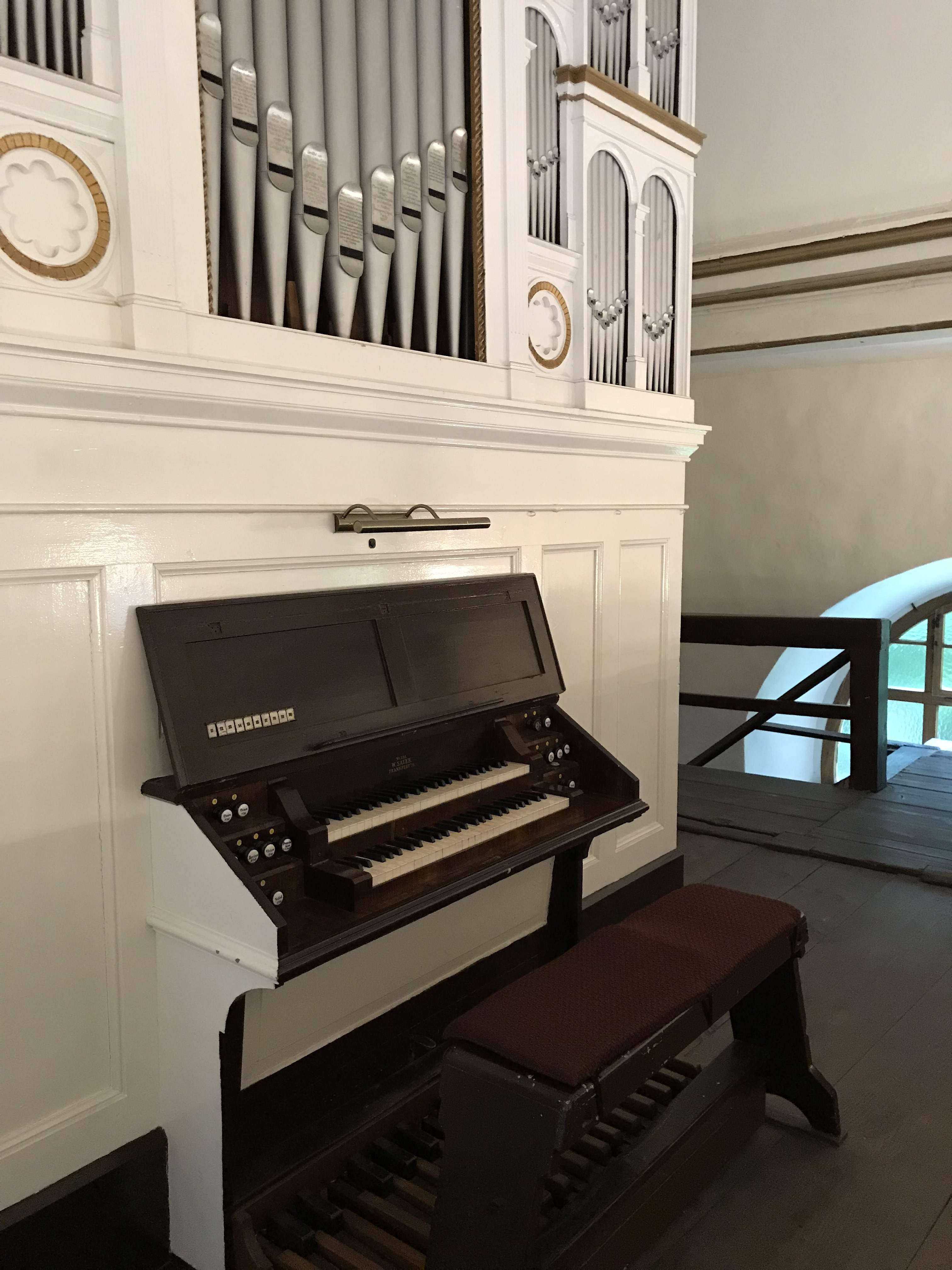
Spieltisch

Die Orgel aus dem Jahr 1876 ist ein Werk (Opus 212) des Orgelbaumeisters Wilhelm Sauer aus Frankfurt (Oder). Sie wurde 2010 von der Orgelwerkstatt Christian Scheffler aus Sieversdorf restauriert und wieder spielbar gemacht. Dazu wurden nach 1945 erfolgte unsachgemäße Umarbeitungen (Veränderungen des Pfeifenwerks, Herabsetzung des Winddrucks auf 60 mm Wassersäule, wo bei Sauer 70–80 mm Wassersäule normal sind) wieder rückgängig gemacht. Der warme, differenzierte Klang der Orgel ist von der Romantik des 19. Jahrhunderts geprägt. Die Disposition der Sauer-Orgel lautet:
| I Manual C–f3 |                            |     |
| 1.            | Bordun                     | 16′ |
| 2.            | Principal                  | 8′  |
| 3.            | Flöte                      | 8′  |
| 4.            | Salicional                 | 8′  |
| 5.            | Octave                     | 4′  |
| 6.            | Flöte                      | 4′  |
| 7.            | Progressio harmonica II-IV |     |

| II Manual C–f3 |               |    |
| 8.             | Gamba         | 8′ |
| 9.             | Gedackt       | 8′ |
| 10.            | Viola d’amour | 8′ |
| 11.            | Voix Celeste  | 8′ |

| Pedal C–d1 |        |     |
| 12.        | Subbaß | 16′ |
| 13.        | Violon | 8′  |

- Koppeln: II/I und I/P als Tritt
- Traktur: mechanische Kegelladen
- Stimmtonhöhe: 441 Hz/18° C

## Kirchengemeinde

### Kirchengeschichte
Die Gründung einer Kirche in Sorquitten erfolgte bereits im Jahre 1470. Schon im frühen 16. Jahrhundert fasste hier die lutherische Lehre Fuß. Zunächst gehörte die Kirchengemeinde zur Inspektion Rastenburg, (polnisch Kętrzyn) danach bis 1945 zum Kirchenkreis Sensburg in der Kirchenprovinz Ostpreußen der Evangelischen Kirche der Altpreußischen Union. Im weitflächigen Kirchspiel Sorquitten lebten im Jahr 1925 insgesamt mehr als 3000 Gemeindeglieder. Das Kirchenpatronat oblag den jeweiligen Rittergutsbesitzern in Sorquitten.
Durch Flucht und Vertreibung der einheimischen Bevölkerung hat das Leben der evangelischen Kirchengemeinde in Sorkwity stark gelitten. Unter der wachsenden und hier eine neue Pfarrgemeinde errichtenden katholischen Bevölkerung setzte sich dennoch eine, wenn auch zahlenmäßig geringe, evangelische Gemeinde durch. Ihr gehört das alte Gotteshaus, das nun wieder Pfarrkirche für ein sehr großes Einzugsgebiet ist, in dem es außerdem noch drei Filialkirchen gibt: die Kirchen in Biskupiec Reszelski (deutsch Bischofsburg), in Rasząg (Raschung) und in Rybno (Ribben). Seit 2016 wird auch die wiederbelebte Kirche in Warpuny (Warpuhnen) mitbetreut. Die Pfarrei gehört zur Diözese Masuren der Evangelisch-Augsburgischen Kirche in Polen.

#### Kirchspielorte (bis 1945)
Zum Kirchspiel Sorquitten gehörten vor 1945 die Orte, Ortschaften und Wohnplätze:
| Name                       | Geänderter Name 1938 bis 1945 | Polnischer Name |                  | Name                                     | Geänderter Name 1938 bis 1945 | Polnischer Name |
| -------------------------- | ----------------------------- | --------------- | ---------------- | ---------------------------------------- | ----------------------------- | --------------- |
| *Allmoyen                  |                               | Jełmuń          |                  | Klein Kamionken                          | Rogetten                      | Kamionka Mała   |
| *Alt Gehland               |                               | Stary Gieląd    | Klein Kosarken   | (ab 1930) Lindenhof (ab 1938) Zweilinden | Kozarek Mały                  |                 |
| Chabrim                    |                               | Plażowa         | Lasken           |                                          | Młynik                        |                 |
| Charlotten                 |                               | Szarłaty        | Millucken        |                                          | Miłuki                        |                 |
| Choszewen                  | Hohensee                      | Choszczewo      | *Neberg          |                                          | Nibork                        |                 |
| Domp                       | Kleinsteinfelde               | Dąb             | Neblisch         |                                          | Słomowo                       |                 |
| Glodowen                   |                               | Głodowo         | Neu Gehland      |                                          | Nowy Gieląd                   |                 |
| *Groß Kamionken            | (ab 1929) Großsteinfelde      | Kamionka Wielka | Pierwoy          |                                          | Pierwój                       |                 |
| Groß Kosarken-Dönhoffstädt | Köhlersgut                    | Kozarek Wielki  | *Pustnick        |                                          | Pustniki                      |                 |
| Groß Kosarken-Wehlack      | Köhlershof                    | Kozarek Mały    | Rodowen          | (ab 1928) Heinrichsdorf, Abbau           | Rodowo                        |                 |
| *Groß Stamm                |                               | Stama           | Salucken         |                                          | Załuki                        |                 |
| *Heinrichshöfen            |                               | Jędrychowo      | Steinhof         |                                          | Kamionka                      |                 |
| Janowen                    | (ab 1928) Heinrichsdorf       | Janowo          | Thiergarten      |                                          | Zwierzyniec                   |                 |
| Joachimowen                | Joachimshuben                 | Joachimowo      | (Neu) Willamowen |                                          |                               |                 |
| Johannisthal               |                               | Janiszewo       |                  |                                          |                               |                 |
| Klein Gehland              |                               | Gieląd Mały     |                  |                                          |                               |                 |

### Pfarrer

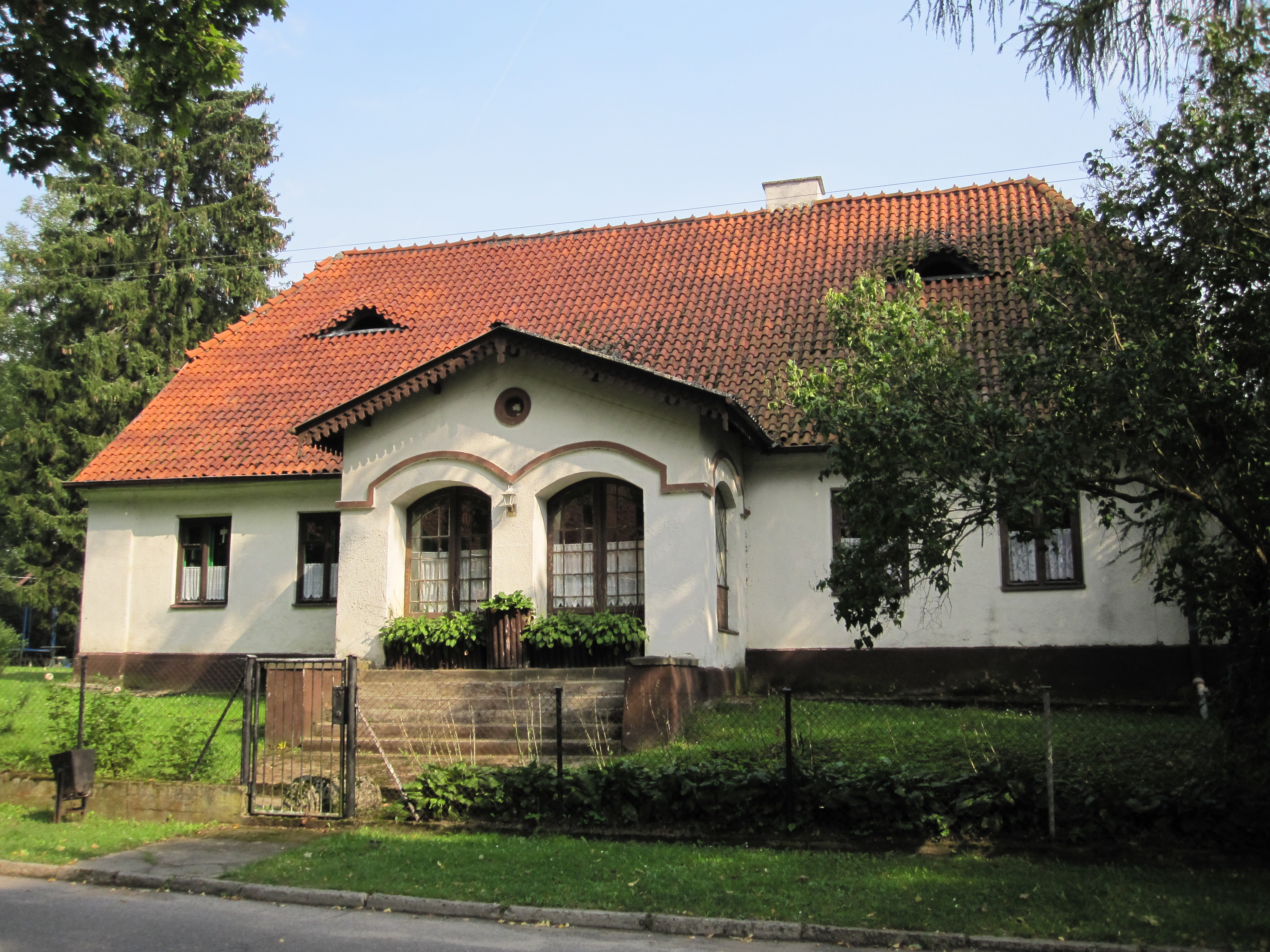
Das Pfarrhaus in Sorkwity

Bereits in vorreformatorischer Zeit – im Jahr 1494 – wurde ein Pfarrer in Sorquitten erwähnt. Als evangelische Geistliche taten an der Sorquitter Kirche Dienst:
- Matthias Wannowius, 1547–1589
- Salomon Wannowius, bis 1587
- Gregorius Petri, 1589–1629
- Michael Wannowius, 1626–1665
- Michael Saphran, 1665–1703
- Johann Riedel, 1703–1737
- Friedrich Krüger, 1737–1743
- Johann Friedrich Goerke, 1743–1758
- Wilhelm Jackstein, 1759–1771
- Christoph Abr. Sinagowitz, 1771–1796
- Joseph Wilhelm Gisewius, 1796–1834
- Ed. Georg Viktor Schlick, 1835–1863
- Willibald R.E. Schlickert, 1864–1896
- Leopold Emil Schröder, 1896–1910
- Paulus Rémus, 1910–1923
- Johannes Rohde, 1923–1930
- Ernst Schwartz, 1934–1945
- Alfred Jagucki, 1945–1952
- Wilhelm Firla, 1952–1980
- Marian Bienioszek, 1980–1984
- Krzysztof Mutschmann, seit 1984

### Partnerschaft

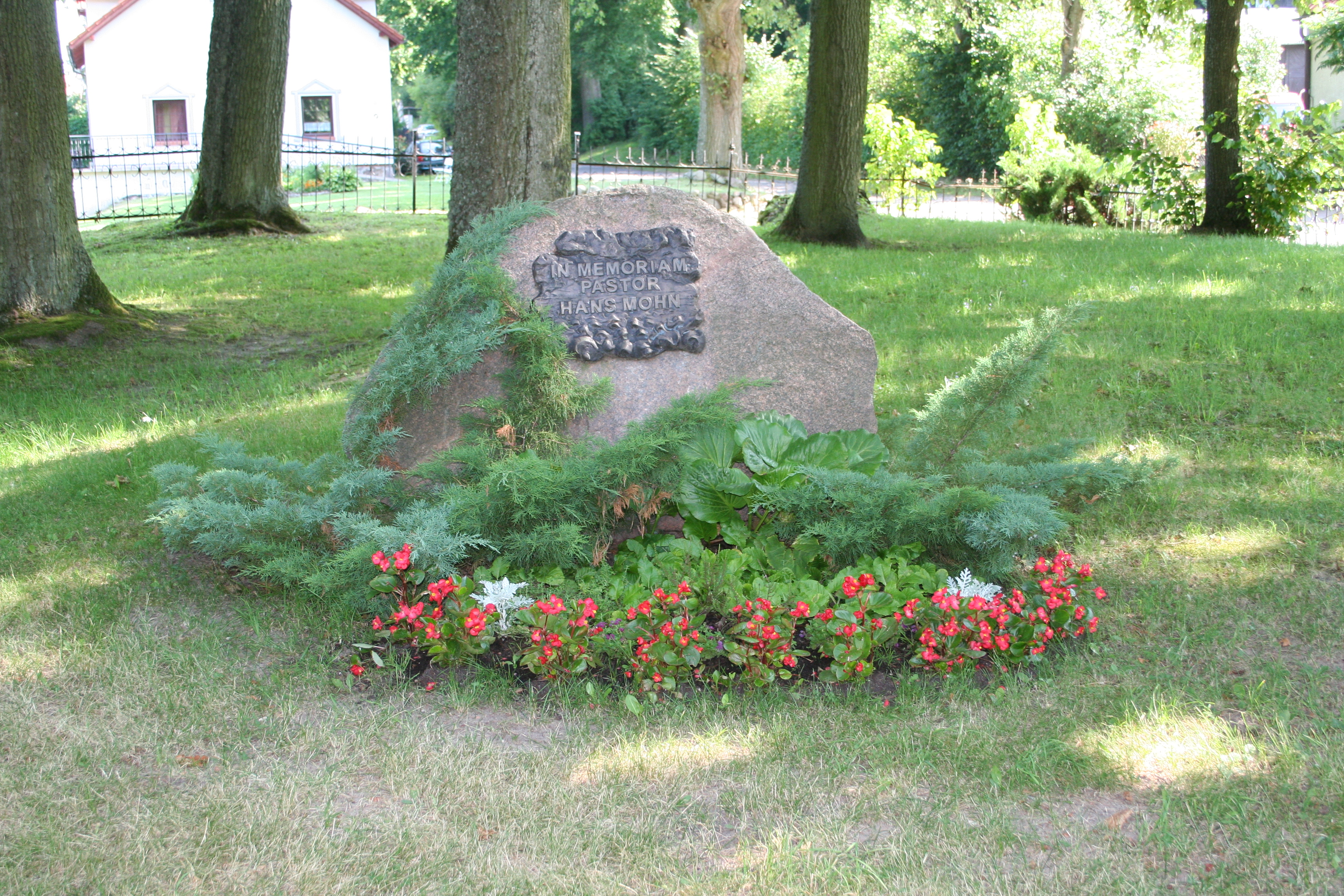
Gedenkstein Pastor Hans Mohn

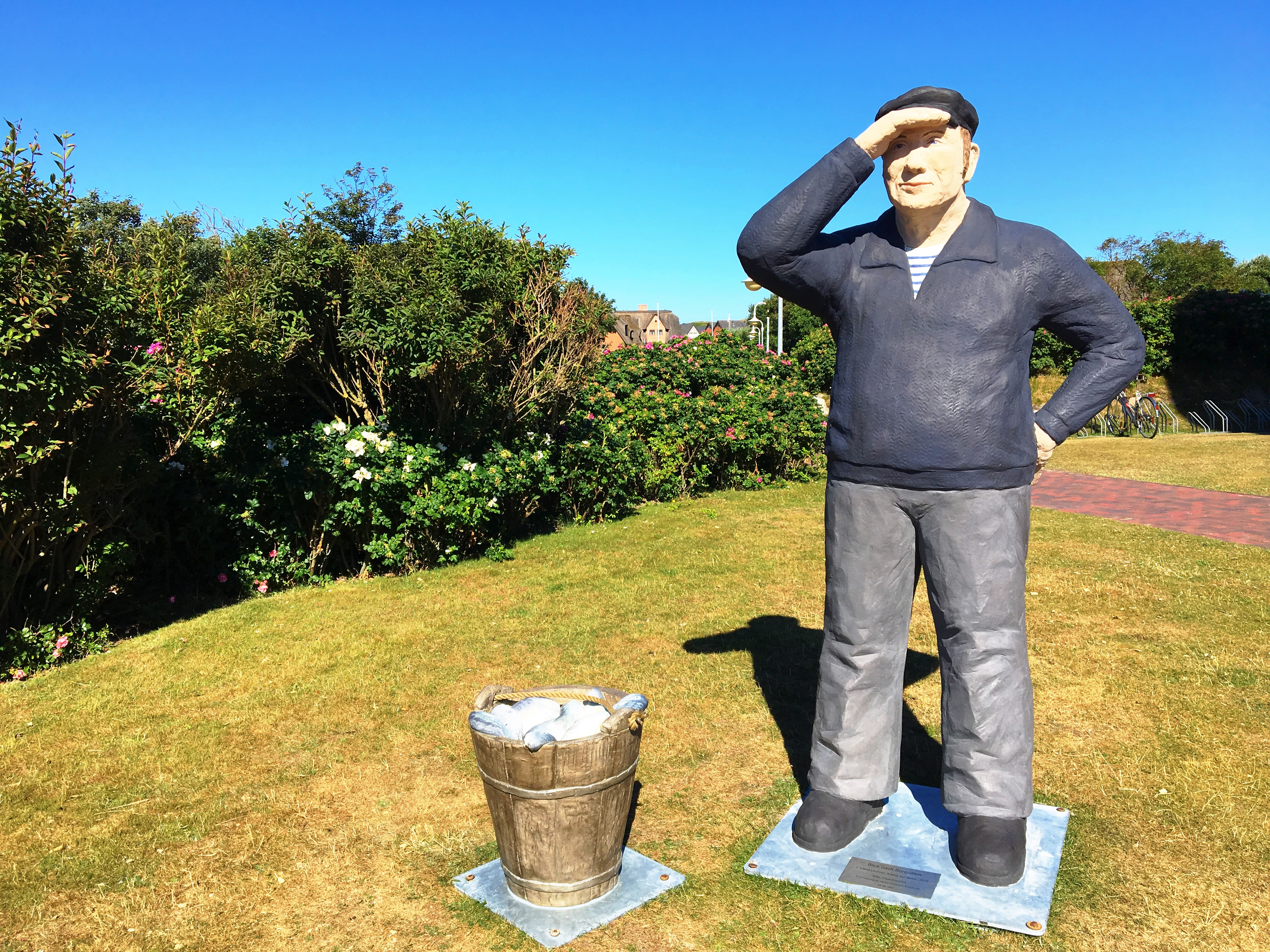
Blick nach Sorquitten, Skulptur von Christel Lechner

Auf dem Kirchengelände – jetzt abgetrennt von dem auch für polnische Begräbnisse genutzten Gemeindefriedhof – befindet sich ein großer Granitstein mit einer bronzenen Gedenktafel. Sie wurde 2013 aufgestellt und trägt die Inschrift In memoriam Pastor Hans Mohn. Mohn war von 1978 bis 1989 Pastor auf Sylt, von wo aus er sich 1986 nachdrücklich für eine Partnerschaft mit dem einstigen Sorquitten einsetzte. Diese Partnerschaft besteht bis heute und wird sehr aktiv mit der Evangelisch-lutherischen Kirchengemeinde Norddörfer/Sylt wahrgenommen.
Seit dem 24. Juni 2018 befindet sich eine von Christel Lechner geschaffene Skulptur vor der Friesenkapelle in Wenningstedt-Braderup auf Sylt. Das Werk trägt den Titel Blick nach Sorquitten und erinnert an die enge Freundschaft der deutsch-polnischen Partner.

## Verweise